# Osek, Strakonice
Osek (în germană Ossek), până în 1924 Vosek (în germană Wosek), este un sat și comună (obec) în districtul Strakonice din regiunea Boemia de Sud a Republicii Cehe.

## Geografie
Osek se află la aproximativ 8 kilometri nord-est de Strakonice, la 53 km nord-vest de České Budějovice și la 93 km sud de Praga.
Comuna acoperă o suprafață de 13,91 km2 și are o populație de 646 de locuitori (potrivit datelor din 28 august 2006). Ea include cătunele Jemnice, Malá Turná, Petrovice și Rohozná.

## Istorie
Localitatea Vosek din Regatul Boemiei a fost menționată pentru prima dată într-un document din 1392. Familia nobiliară locală Brloh a avut un castel renascentist construit în secolul al XVI-lea. După Bătălia de la Muntele Alb din 1620, Vosek fost confiscat de Coroana boemă și achiziționat de prințul Karl I von Liechtenstein în 1623, care, cu toate acestea, a vândut din nou conacul la scurt timp după aceea. Începând din anul 1850, satul a aparținut de târgul apropiat Radomyšl, iar în 1919 a format o comună de sine stătătoare. Denumirea localității a fost schimbată în 1924 din Vosek în Osek.
În cimitirul evreiesc din apropiere de Osek este îngropat bunicul lui Franz Kafka, măcelarul (șoihet) Jacob Amschel Kafka (1814-1889). Tatăl lui Franz Kafka, Hermann, s-a născut în Osek în 1852.